# إبراهيم الخواص
أَبُو إِسْحَاق إبرهيم بن أحمد بن إسماعيل الخواص (بالفارسية: ابراهیم خواص)، من أهل الایران،[هل المصدر موثوق به؟] كان يصنع الخُوص ويأكل من بيعة، فلقبوة بالخواص أحد علماء أهل السنة والجماعة ومن أعلام التصوف السني في القرن الثالث الهجري، وصفه أبو عبد الرحمن السلمي بأنه «كان أوحد المشايخ في وقته»، وكان من أقران الجنيد وأبو الحسين النوري. وكان ممن يُذكر بالتوكل وكثرة الأسفار إلى مكة وغيرها على التجريد وله كتب مصنفة روى عنه جعفر الخالدي وغيره.

## من أقواله
- ليس العلم بكثرة الرواية؛ إنما العالم من اتبع العلم، واستعمله، واقتدى بالسنن، وإن كان قليل العلم.[2][4]
- «دَوَاء الْقلب خَمْسَة أَشْيَاء قِرَاءَة الْقُرْآن بالتدبر وخلاء الْبَطن وَقيام اللَّيْل والتضرع عِنْد السحر ومجالسة الصَّالِحين.  ».[5]
- «على قدر إعزاز الْمُؤمن لأمر الله يلْبسهُ الله من عزه وَيُقِيم لَهُ الْعِزّ فِي قُلُوب الْمُؤمنِينَ وَذَلِكَ قَوْله تَعَالَى {وَللَّه الْعِزَّة وَلِرَسُولِهِ وَلِلْمُؤْمنِينَ} الْمُنَافِقين ٢٩.  ».[6]

- من لم يصبر لم يظفر وإن لإبليس وثاقين ما أوثق بنو آدم بأوثق منهما خوف الفقر والطمع.[7]

## وفاته
توفي في جامع الري في مدينة الري، سنة 291 هـ الموافق 904م، وتولى أمره في غسله ودفنه يوسف بن الحسين.